# Jason Flores
Jason Paolo Flores Abrigo (* 28. Februar 1997 in Santiago) ist ein chilenischer Fußballspieler auf der Position eines Mittelfeldspielers.

## Karriere

### Verein
Jason Flores begann seine Profikarriere 2014 bei Unión Española. Nach der Leihe zu Deportes Antofagasta von 2017 bis 2018 verpflichtete ihn sein Leihklub fest. In der Saison 2022 stieg der Verein aus der Hafenstadt im Norden Chiles in die Primera B ab. Flores wurde 2023 an Curicó Unido aus der Primera División verliehen. Seit 2024 läuft er wieder für Antofagasta auf.

### Nationalmannschaft
Jason Flores nahm 2015 mit der U20-Nationalmannschaft am L'Alcúdia-Turnier teil, das Chile gewinnen konnte.

## Erfolge
U20-Nationalmannschaft
- L'Alcúdia-Turnier: 2015

## Sonstiges
Flores ist der Cousin von Joe Abrigo, der ebenfalls Profifußballspieler ist.